# Distretto di Anta (Cusco)
Il distretto di Anta è un distretto dell'omonima provincia, in Perù.